# Egeiska universitetet
Egeiska universitetet (grekiska: Πανεπιστήμιο Αιγαίου) är ett universitet i Grekland, med huvudcampus i Mytilene på Lesbos. Universitetet grundades 1984 och har verksamhet på sex öar (Lesbos, Samos, Chios, Syros, Rhodos, Lemnos) i Egeiska havet.